# Fanny Robiane
Fanny Robiane, de son vrai nom Fanny Robin, est une actrice française, née  le 14 octobre 1899 à Nice, et morte le 13 août 1982 à Saint-Laurent-du-Var (Alpes-Maritimes).

## Biographie
Fille de Joseph Robin, qui fut maire d'Aiglun au début du XXe siècle, Fanny Robiane, la tragédienne dotée d'une voix exceptionnelle et d'une présence scénique inoubliable, formée à la dure école de Gémier, fut la reine des théâtres de la nature du Sud-Ouest. Elle triompha devant le Mur d’Orange, au Capitole de Rome, aux arènes de Béziers… Son théâtre parisien de prédilection fut le Théâtre national de l’Odéon depuis la fin des années 1920 jusque dans les années 1970. Elle a aussi animé et produit des émissions radiophoniques consacrées à la poésie avec son ami Marc de la Roche qu’elle accompagna tout au long de sa carrière poétique, à la radio comme au théâtre, ce qui lui valut la reconnaissance d'un plus large public encore que celui qui l'avait écoutée dans des récitals poétiques un peu partout en France et à l'étranger.
Comédienne vue principalement au théâtre, elle a joué des seconds rôles au cinéma et à la télévision.

## Filmographie
- 1926 : Le Miracle de Lourdes de Bernard Simon
- 1947 :  La Télévision, œil de demain de J.K Raymond-Millet - court métrage -
- 1949 : La Maternelle d'Henri Diamant-Berger (Une surveillante)
- 1958 : En votre âme et conscience :  Le Troisième Accusé ou l'Affaire Gayet de Claude Barma
- 1962 : Rien que la vérité téléfilm, (Lady Johnson)
- 1963 : Les Cinq Dernières Minutes, série télévisée, 3 épisodes entre 1963 et 1965 :
  - 1963 : L'Eau qui dort (Les Cinq Dernières Minutes no 28) de Claude Loursais (La malade)
  - 1965 : Des fleurs pour l'inspecteur (Les Cinq Dernières Minutes, épisode no 36, TV) (Mme Bernard)
  - 1965 : Bonheur à tout prix  de Claude Loursais (L'adhérente)
- 1967 : La Bien-aimée de Jacques Doniol-Valcroze , Téléfilm  (Mme Berthe)
- 1967 : Fleur d'oseille de Georges Lautner (l'assistante sociale)
- 1967 : En votre âme et conscience, Téléfilm  (1 épisode : « Le cas d'Hélène Jégado »)
- 1969 : Les Enquêtes du commissaire Maigret de René Lucot, épisode : L'Ombre chinoise : Mathilde
- 1970 : Isabelle (du roman d'André Gide), téléfilm de Jean-Paul Roux (Delphine)
- 1971 : La Visite de la vieille dame Téléfilm (Mathilde)
- 1972 : La Bonne Nouvelle Téléfilm (Une dame)
- 1974 : Plaies et bosses Téléfilm (Miss O'Brien)
- 1974 : Les Guichets du Louvre de Michel Mitrani
- 1974 : Cadoudal Téléfilm (Mme Lemoine)
- 1976 : Qui j'ose aimer Téléfilm (Mme Grombeloux)

## Théâtre
- 1925 : La Robe d'un soir de Rosemonde Gérard, mise en scène Firmin Gémier, Théâtre de l'Odéon
- 1925 : Le Rosaire d'André Bisson, Théâtre de l'Odéon
- 1926 : Le Dernier Empereur de Jean-Richard Bloch, mise en scène Armand Bour, Théâtre de l'Odéon
- 1961 : Spéciale Dernière de Ben Hecht et Mac Arthur, mise en scène Pierre Mondy, Théâtre de la Renaissance